# Winchester (Connecticut)
Winchester es un pueblo ubicado en el condado de Litchfield en el estado estadounidense de Connecticut. En 2000 tenía una población de 10 664 habitantes y una densidad poblacional de 130 personas por km².

## Geografía
Winchester se encuentra ubicada en las coordenadas 41°55′30″N 73°06′11″O / 41.92500, -73.10306.

## Demografía
Según la Oficina del Censo en 2000 los ingresos medios por hogar en la localidad eran de $46 671, y los ingresos medios por familia eran $57 866. Los hombres tenían unos ingresos medios de $41 076 frente a los $28 058 para las mujeres. La renta per cápita para la localidad era de $22 589. Alrededor del 6,7% de la población estaba por debajo del umbral de pobreza.